# Atomizam
U filozofiji prirode, atomizam je teorija prema kojoj su svi objekti u svemiru sastavljeni od veoma malih, nepropadljivih čestica – atoma. Taj pojam potječe od grčke riječi ἄτομος (= nedjeljiv, koji se ne može razdijeliti na manje dijelove). Utemeljiteljima antičkog atomizma smatraju se grčki filozofi Leukip i Demokrit.
Za filozofski koncept atomizma važna je činjenica da se za čestice, koje su kemičari i fizičari početkom 19. stoljeća smatrali nedjeljivim, pa ih stoga, prema dugoj tradiciji, i nazvali "atomima", u 20.stoljeću utvrdilo da se zapravo sastoje od još manjih elemenata: elektrona, neutrona i protona. Dalji su pokusi pokazali da se protoni i neutroni sastoje od još osnovnijih kvarkova, za koje trenutno nema eksperimentalnih dokaza da imaju veličinu ili podstrukturu. Tendencija empirijskog dokazivanja sve manjih podatomskih čestica tjera nas, međutim, da postavimo pitanje: "Je li materija beskonačno djeljiva?" S obzirom na to da nepostojanje dokaza nije isto što i dokaz o nepostojanju, na ovo se pitanje ne može odgovoriti eksperimentalnim putem.
Stoga, što se tiče kvarkova, elektrona i drugih fundamentalnih leptona, ne može se isključiti mogućnost da su i oni sastavljeni od još manjih čestica. Ipak, u međuvremenu, upravo se ove čestice (a ne kemijski atomi) mogu smatrati onim što se tradicionalno naziva nedjeljivim elementima, kojima se tijekom povijesti bavila atomistička teorija.

## Atomizam u filozofiji
Izvedenice iz riječi "atom" mogu se koristiti u dva različita konteksta: u smislu atoma kojima se bave prirodne znanosti i u smislu filozofske misli. Pojam "atomizam" tradicionalno je vezan za područje filozofije, odnosno za one filozofske pravce koji su tvrdili da su cijeli svemir i sve u njemu sastavljeni od sićušnih čestica koje nemaju fizičkih dijelova, ne mogu se razdijeliti i koje su ili zanemarivih dimenzija (točkasti) ili uopće nemaju veličinu. Atomi koji, prema ovim teorijama, ipak posjeduju makar tu neznatnu veličinu nazivaju se demokritovskim atomima, i to su atomi kojima se bavila antička filozofija. Indijski budistički mislioci, kao što su Dharmakirti i drugi, također su doprinijeli razvoju atomističkih teorija kojese bave trenutnim atomima, koji se na trenutke pojavljuju u egzistenciji i iz nje nestaju. Tradicija atomizma dovela je do stava da postoje samo atomi, a da objekti sastavljeni od dijelova (ljudska tijela, oblaci, planete itd.) ne postoje. O ovoj posljedici atomističke teorije raspravljali su atomisti, među ostalima Demokrit, Thomas Hobbes, a možda čak i Immanuel Kant (postoji spor oko toga da li je Kant bio atomist ili nije). Takva krajnja posljedica atomizma ubraja se u mereološki nihilizam ili metafizički nihilizam. U suvremenoj filozofiji ovaj krajnje atomistički stav više nema onoliko pristalica koliko ih je imao ranije, jer mnogi suvremeni filozofi nisu spremni na to da zastupaju stav da postoje samo atomi, a da nema stvari kao što su drveće itd. Atomističke teorije bliske demokritovskoj i epikurovskoj (o tome da atomi sudjeluju u strukturi drugih objekata) još su uvijek ipak prisutne u suvremenoj filozofiji, na primjeru teoriji o jednostavnim.
Ako se, prema atomizmu, sve može razdijeliti na najmanje čestice koje se dalje ne mogu dijeliti, onda se atomizam može po analogiji primijeniti i na društvo ili logiku. Stoga se s pojmom "socijalni atomizam" definira onaj stav koji tvrdi da pravi predmet analize nisu društvene ustanove ili zajedničke vrijednosti, već pojedinci, s obzirom na to da sve karakteristike ustanova i vrijednosti proizlaze upravo iz pojedinca. Bertrand Russell je također razvio logički atomizam u nastojanju da identificira "atome mišljenja", odnosno dijelove misli koji se ne mogu razdijeliti na manje dijelove misli.
Osim materije, postavljena su i pitanja o beskonačnoj djeljivosti prostora i vremena. U njihovom suvremenom opisu, opisanom teorijom skupova, i prostor i vrijeme su beskonačno djeljivi kontinuumi, u smislu što će se između bilo koje dvije točke u prostoru uvijek nalaziti još jedna točka u prostoru. Neki suvremeni teorijski fizičari pak smatraju da čak i prostor i vrijeme, ili prostorvijreme mogu biti konačni u smislu diskretne matematike (Planckovo vrijeme i Planckova duljina). Zanimljivo je da je još Zenon iz Eleje tvrdio da bi u slučaju beskonačne djeljivosti prostora, kretanje bilo nemoguće (ali samo ako bi se vrijeme smatralo konačnim).
Novi razvoj antičke zagonetke o djeljivosti materije potaknut je otkrićem kvantne fizike. Do tada se nije činila nikakva razlika između dijeljenja materijalne tvari i njenog "rezanja" na manje dijelove, pa se grčka riječ ἄτομος često shvaćala i u smislu onoga što se ne može podijeliti i u smislu onoga što se ne može odrezati. Iako danas znamo da je atom u biti djeljiv, nije ga moguće "rezati": ne postoji takva djeljivost prostora čiji bi dijelovi odgovarali dijelovima atoma.

## Antički atomizam

### Leukip i Demokrit
Krajem 5. stoljeća pr. Kr. Leukip i Demokrit su zastupali tezu da se svi fizički objekti sastoje od atoma i praznog prostora, te da konkretna realizacija svakog pojedinog objekta zavisi od rasporeda atoma i prostora u njemu. Ni atomi ni praznina nisu nastali: oni su uvijek bili, neuništivi su i vječni. Praznina je beskonačna i omogućuje prostor u kome se atomi na različite načine raspoređuju. Različite kombinacije atoma u prostoru čine objekte koje osjećamo, vidimo, jedemo, čujemo, mirišemo i kušamo u stvarnom svijetu. Premda osjećamo toplo i hladno, toplo i hladno u stvari ne postoje u smislu neovisnog postojanja: to su jednostavno osjećaji koje u nama bude različiti rasporedi atoma u praznini koji čine objekt koji percipiramo kao "hladan" ili "topao". Demokritovo učenje dalje je razvio Epikur, čije je teorije izvanrednom pjesničkom snagom izložio rimski pjesnik Lukrecije u epu O prirodi (De rerum natura).
Antičkim materijalističkim atomistima blizak je stav da su ljudi stvorili bogove, a ne obratno. Sekst Empirik kaže: "Neki misle da smo na ideju o bogovima došli zbog izuzetnih pojava koje se događaju u svijetu. Demokrit kaže da su ljudi u davno doba bili uplašeni događajima na nebu, kao što su gromovi i munje te su mislili da njih uzrokuju bogovi". Prema Demokritu, sve što se događa u svijetu čisto je mehaničke prirode i uzrokovano je kretanjem, sastavljanjem i rastavljanjem atoma u praznom prostoru. Do kretanja atoma dolazi deterministički ("po nuždi"): atomi se spajaju i rastavljaju u skladu s njihovom vlastitom "prirodom".

### Atomi i geometrija
Platon je iznio prigovore mehanicističkoj nesvrsishodnosti Demokritovog atomizma. On je smatrao da samo spajanje atoma ne bi moglo rezultirati ljepotom i obkovanjem struktura koje nas okružuju. U Timaju (28b - 29a) Platon kaže da Svemir nije vječan, već da je nastao, premda ga je stvoritelj (demijurg) oblikovao prema vječnom i nepromjenljivom uzoru. Jedan dio tog nastanka činili su atomi vatre, zraka, vode i zemlje. Platon, međutim, nije smatrao atome najelementarnijim stupnjem stvarnosti (pranačelima), već matematičkim načelima. Atomi su za Platona bili geometrijska tijela, čije su strane pak sačinjene od trokuta. Svaka kvadratna ploha kocke sastavljena je od četiri trokuta, a svaka trokutna ploha tetraedra, oktaedra i ikozaedra sastavljena je od šest trokuta.
Platon je odredio i geometrijsku strukturu atoma četiri osnovna elementa, kako je prikazano na slici desno. Kocka, sa svojom ravnom bazom i stabilnošću, pripisana je zemlji; tetraedar je pripisan vatri zbog toga što ga njegovi šiljasti vrhovi i oštri rubovi čine pokretljivim. Vrhovi i rubovi oktaedra i ikozaedra bili su više tupi, te stoga su stoga ova manje pokretljiva tijela pripisana zraku odnosno vodi. Pošto se atomi mogu rastaviti na trokute, a trokuti ponovo sastaviti u atome drugih elemenata, ovaj Platonov model ponudio je vjerojatno objašnjenje za promjenjivost osnovnih elemenata.

### Pobijanje ideje atoma
Aristotel je tvrdio da elementi vatre, zraka, zemlje i vode nisu sačinjeni od atoma, već da su u strukturalnom kontinuitetu. On je smatrao da je postojanje praznine, koja je neophodna za postojanje atomističkih teorija, suprotno principima fizike. Po njegovim tezama, do promjene dolazi ne zbog sastavljanja i rastavljanja atoma, već transformacijom materije kao pasivnog principa, kao potencijala (δύναμις) u konkretnu pojedinačnu stvar, u njenu aktualizaciju (ἐντελέχεια). Prema ovoj teoriji, koja se naziva hilomorfizmom, komad vlažne gline pretvara svoj potencijal u aktualizaciju kada na nju djeluje lončar, ono tada postaje vrč. Aristotela se često kritiziralo zbog odbacivanja atomizma, ali treba imati na umu da su atomističke teorije Demokrita, Platona i drugih u antičkoj Grčkoj ostale na razini čiste špekulacije, koje se nisu mogle ni potvrditi ni opovrgnuti empirijskim postupkom.

### Atomi i etika
Epikur (341. – 270. pr. Kr.) je filozof koji nastavio razvijati Demokritov atomizam. Iako je bio uvjeren u postojanje atoma i praznog prostora, on nije bio potpuno siguran da se ovom teorijom može adekvatno objasniti pojedinačne prirodne pojave kao što su potres, munja, komete, Mjesečeve mijene itd. Od Epikurovih djela sačuvani su samo fragmenti, a oni ukazuju na njegovo nastojanje da se atomistička teorija prijmeni na etiku, u tom smislu da se ljudi potaknu na preuzmanje odgovornosti za sebe same i za svoju vlastitu sreću, s obzirom na to da ne postoje bogovi i druga natprirodna bića koji bi im mogli pomoći. Odbacujući besmrtnost, Epikur se nadao da će čovjeka osloboditi straha od smrti, jer zašto bi se čovjek bojao smrti kad je ona samo rastavljanje atoma, nakon čega nestaje svaka svijest i osjećaj, kad nema nikakvog strašnog suda i kad nikakva kazna ne čeka čovjeka na druom svijetu. "Smrt nas se ništa ne tiče, jer ono što se raspalo, ne osjeća, a ono što ne osjeća, ne tiče nas se." (Diog. Laert. X, 139). Oko tristo godina kasnije Lukrecije će u svojoj epskoj pjesmi O prirodi prikazati Epikura kao junaka koji je slomio strašnu religiju poučavajući ljude atomima, o tome što je s obzirom na postojanje atoma moguće a što nije.

## Atomizam u islamu
Atomističke filozofske torije mogu se naći u najranijem razdoblju islama, a predstavljaju sintezu grčkih i indijskih ideja. Kao i grčke i indijske inačice, islamski je atomizam u sebi imao potencijal za sukob s prevladavajućim vjerskim dogmama. Pokazao se, međutim, kao plodna i i prilagodljiva ideja, te je, slično kao i u Grčkoj i Indiji, prosperirao u nekim školama islamske misli.
Najuspješniji oblik islamskog atomizma se može naći u ašaritskoj školi filozofije, najviše u djelima filozofa Al Gazalija (1058. – 1111.). U ašaritskom atomizmu, atomi su jedine stalne, materijalne čestice koje postoje, a sve ostalo u svijetu je "slučajno" što znači da traje u samo jednom trenutku. Ništa slučajno ne može biti izvor svega ostalog, osim opažanja, jer traje na trenutak. Naknadni događaji nisu predmet prirodnih fizičkih uzroka, već su izravan rezultat stalnog Božjeg upliva, bez čega se ništa ne može dogoditi. Tako je priroda u potpunosti ovisna o Bogu, što je povezano s drugim ašaritskim idejama o uzroku, odnosno nedostatku uzroka (Gardet 2001.).
Druge su islamske tradicije odbacile atomizam ašarita, te se nadovezale na mnoge grčke tekstove, pogotovo one vezane uz Aristotela. Aktivna škola filozofa u Španjolskoj, uključujući poznatog komentatora Averroesa (1126. – 1198.) eksplicitno je odbacila misli Al Gazalija i okrenula se prema proučavanju Aristotelove misli. Averroes je detaljno komentirao Aristotelova djela, a njegovi su komentari dosta utjecali na naknadna tumačenja Aristotela u židovskoj i kršćanskoj skolastičkoj misli.

## Vanjske poveznice
- Dictionary of the History of Ideas: Atomism: Antiquity to the Seventeenth Century
- Dictionary of the History of Ideas: Atomism in the Seventeenth Century
- Information and articles on a philosopher who opposes atomism  Arhivirana inačica izvorne stranice od 6. veljače 2007. (Wayback Machine)
- Information on a philosopher who claims that atoms are point-sized  Arhivirana inačica izvorne stranice od 17. siječnja 2010. (Wayback Machine)
- Information on Buddhist atomism
- Article on traditional Greek atomism
- Atomism from the 17th to the 20th Century at Stanford Encyclopedia of Philosophy